# Ђорђа Којић
Ђорђа Којић (Обудовац, Брчко, 17. август 1954) је српски политичар и предсједник Општинског одбора Савеза независних социјалдемократа у Брчком.

## Биографија
Ђорђа Којић је рођен 17. августа 1954. године од оца Максима и мајке Симке. Рођен је у мјесту Обудовац, код Брчког. У родном мјесту завршава основну школу, а економску средњу школу завршава у Загребу 1973. године. У Брчком завршава и Вишу комерцијалну школу 1976. године. 2002. године се прикључује Савезу независних социјалдемократа (СНСД). У Брчком је предсједник Општинског одбора ове странке. Такође је радио и у тузланској фирми „Tehnograd” од завршетка свог школовања до 1988. године, јер така покреће властити бизнис. Посједује фирму „Brčko-Gas”, у чијем се саставу налази и „Brčko-Gas osiguranje”. Којић бива на локалним изборима 2004. године изабран у Скупштину Брчко Дистрикта, да би двије године касније ушао у Народну скупштину Републике Српске. Преко компезацијског мандата у Народну скупштину Републике Српске ући ће и 2010. године. Био је предсједник скупштине Брчко Дистрикта од 2012. до 2016. године.

## Страначка припадност
| Странка                           | Мјесто | Година     |
| --------------------------------- | ------ | ---------- |
| Савез независних социјалдемократа | Члан   | 2002—данас |

## Приватни живот
Ђорђа Којић је ожењен и са супругом Аном има двоје дјеце, сина Синишу и ћерку Сунчицу.